# Mansoa (sektor i Guinea-Bissau)
Mansoa är en sektor i Guinea-Bissau.   Den ligger i regionen Oio, i den centrala delen av landet, 50 km nordost om huvudstaden Bissau.